# 오펠리 빈터
오펠리 빈터(Ophélie Winter, 1974년 2월 20일 ~ )는 프랑스의 가수, 배우이다.